# Uditore (Palermo)
Uditore è la trentaquattresima unità di primo livello di Palermo, identifica l'omonima storica borgata situata subito a monte del tratto centrale della circonvallazione.
È situata nella zona centro-occidentale della città; fa parte della V Circoscrizione.

## Storia
L'area inizialmente faceva parte della contrada Malaspina che partiva dalla Noce fino alle falde di Monte Cuccio ed era suddivisa in varie zone, questa in particolare prendeva il nome di Duca della Grazia e mantenne questo nome fino al XVIII secolo. Francesco Maria Alias, Auditore Generale dell'Esercito e proprietario di queste terre, all'inizio del Settecento ebbe una visione dinanzi all'effigie di un Ecce Homo che si trovava nella contrada, dopo di ciò decise di finanziare la costruzione della chiesa dell'Ecce Homo all'Uditore. Attorno alla chiesa nacque la borgata che prese il nome dalla carica nell'esercito del Francesco Maria Alias, nome che compare ufficialmente in Capitoli ed Istruzioni, regolamento dei Confrati del SS. Ecce Homo, dove si cita la chiesa nella contrada di Malaspina chiamata dal popolo Uditore.
In breve tempo la comunità agreste si raccolse attorno alla chiesa, dando forma alla borgata che mantenne il suo aspetto fino alla metà del XX secolo, quando l'espansione cittadina iniziò a coinvolgere l'area, fino a quel momento rimasta quasi incontaminata. Il terreno era inizialmente attraversato in superficie dall'ampio Canale Passo di Rigano che negli anni settanta è stato completamente coperto continuando a scorrere sotto la borgata. Nel 1926 iniziò la costruzione della Ferrovia Palermo-Salaparuta che all'interno della borgata costeggiava il canale Passo di Rigano, la ferrovia non venne mai completata, i lavori andarono a rilento fino al 1935 quando vennero definitivamente interrotti ma sono ancora presenti e visibili il casello e la stazione dell'Uditore, oltre a brevi tratti della massicciata.
Negli anni 1930 venne edificata la scuola Giovanni Verga, la scuola rappresenta un chiaro esempio di razionalismo italiano di tipo rurale ed è tuttora attiva.
Alla fine degli anni 60 la borgata, da area agreste, venne rapidamente inglobata dalla crescente urbanizzazione di Palermo, perdendo in parte la sua peculiarità, nonostante questo ampie aree verdi sono rimaste intatte insieme alle sue costruzioni storiche.
In tempi recenti la borgata ha visto la costruzione della linea 2 della Rete tranviaria di Palermo che taglia in due il tracciato della via Uditore e la realizzazione del Parco Uditore al confine della borgata stessa.

## Morfologia
La borgata si sviluppa attorno alla chiesa dell'Ecce Homo e all'omonima strada che in passato la collegava ai quartieri centrali ed attualmente viene divisa in due tronconi da Via Leonardo da Vinci e si interrompe nel punto in cui incrocia la Circonvallazione. Attualmente è possibile delimitare il quartiere ad est dalla Circonvallazione, a nord da Viale Michelangelo, a sud da Viale Leonardo da Vinci e ad ovest da via Casalini.
Il terreno si presenta regolare con pendenza digradante verso il mare con la depressione centrale creata dal Canale Passo di Rigano. Ampie aree verdi sono ancora visibili, in particolare ampie aree di verde storico presenti nell'area più occidentale della borgata attorno al canale. L'edilizia varia molto dagli edifici a una o due elevazioni presenti nelle vicinanze della chiesa ai nuovi condomini situati attorno al centro della borgata.

## Trasporti
Il quartiere è collegato con le linee Amat 442-513 nel suo in intero e all'esterno lungo l'asse di Viale Leonardo da Vinci è collegato dalle linee 307-534 e linee tranviarie 2 e 3

## Luoghi d'interesse
L'edificio più antico della zona è la chiesa dell'Ecce Homo all'Uditore, chiesa del XVIII secolo modificata a più riprese nei periodi successivi, modifiche che hanno modificato l'aspetto originario dell'edificio. La chiesa si trova nella zona centrale della borgata.
Altro luogo di interesse è il Parco Uditore, si tratta di un parco inaugurato nell'ottobre del 2012, è un importante esempio di cittadinanza attiva, infatti si è partiti da un terreno sequestrato alla mafia, che negli ultimi anni era stato affidato al corpo forestale regionale e parzialmente abbandonato, grazie all'intervento della cittadinanza il comune ha proceduto a variare la destinazione d'uso e, sempre grazie all'intervento attivo dei residenti, trasformato in parco. Al confine occidentale della borgata e il quartiere Passo di Rigano è presente il PalaUditore edificato nei primi anni 2000 sede di concerti, manifestazioni artistiche e sportive.